# Jean-Pierre Dessailly
Jean-Pierre Dessailly – francuski judoka.
Zdobył dziewięć medali mistrzostw Europy w latach 1959 - 1965, w tym złoty w drużynie w 1962. Mistrz Francji w 1961 i 1965 roku.